# Flex lexical analyser
Flex lexical analyser je v informatice nástroj, který generuje zdrojový kód pro lexikální analyzátor v jazyce C. Jde o GNU variantu programu Lex. Používá se často spolu s generátorem syntaktického analyzátoru yacc nebo jeho vylepšenou alternativou GNU bison. Flex byl vytvořen Vernem Paxsonem v jazyce C v roce 1987.[zdroj?]
Byl překládán pomocí Ratfor generátoru, který byl v té době veden Jefem Poskanzerem.
Existuje podobný nástroj pro jazyk C++, který se jmenuje flex++, který je součástí balíčku Flex. V současné době Flex podporuje generování kódu pouze pro jazyky C a C++ (flex++). Vygenerovaný kód není závislý na žádné runtime nebo externí knihovně (s výjimkou paměťově alokované), pokud je na ní vstup také závislý. To může být užitečné v embedded systémech a podobných situacích, kde tradiční operační systém nebo C runtime zařízení nemusí být k dispozici.[zdroj?]

## Příklad lexikálního analyzátoru
Toto je příklad scanneru, který nevyužívá Flex pro naučný programovací jazyk PL/0. Uznávané symboly jsou: '+', '-', '*', '/', '=', '(', ')', ',', ';', '.', ':=', '<', '<=', '<>', '>', '>='; čísla: 0-9 {0-9}; identifikátory: a-zA-Z {a-zA-Z0-9} a klíčová slova: begin, call, const, do, end, if, odd, procedure, then, var, while.
Užití externích proměnných:
```
FILE
 
*
source
 
/* The source file */

int
 
cur_line
,
 
cur_col
,
 
err_line
,
 
err_col
 
/* For error reporting */

int
 
num
 
/* Last number read stored here, for the parser */

char
 
id
[]
 
/* Last identifier read stored here, for the parser */

Hashtab
 
*
keywords

```

Volání externích rutin:
```
error
(
const
 
char
 
msg
[])
 
/* Report an error */

Hashtab
 
*
create_htab
(
int
 
estimate
)
 
/* Create a lookup table */

int
 
enter_htab
(
Hashtab
 
*
ht
,
 
char
 
name
[],
 
void
 
*
data
)
 
/* Add an entry to a lookup table */

Entry
 
*
find_htab
(
Hashtab
 
*
ht
,
 
char
 
*
s
)
 
/* Find an entry in a lookup table */

void
 
*
get_htab_data
(
Entry
 
*
entry
)
 
/* Returns data from a lookup table */

FILE
 
*
fopen
(
char
 
fn
[],
 
char
 
mode
[])
 
/* Opens a file for reading */

fgetc
(
FILE
 
*
stream
)
 
/* Read the next character from a stream */

ungetc
(
int
 
ch
,
 
FILE
 
*
stream
)
 
/* Put-back a character onto a stream */

isdigit
(
int
 
ch
),
 
isalpha
(
int
 
ch
),
 
isalnum
(
int
 
ch
)
 
/* Character classification */

```

Externí typy:
```
Symbol
 
/* An enumerated type of all the symbols in the PL/0 language */

Hashtab
 
/* Represents a lookup table */

Entry
 
/* Represents an entry in the lookup table */

```

Skenování je odstartováno voláním init_scan, který pochází ze zdrojového souboru. Pokud je zdrojový soubor úspěšně otevřen, parser zavolá getsym, který opakovaně vrací po sobě jdoucí symboly ze zdrojového souboru.
Srdce scanneru – getsym – by měl být přímočarý. Zaprvé by měl přeskočit všechny mezery. Dále jsou získané znaky klasifikovány. Jestliže znak reprezentuje více symbolů, musí se provést další zpracování. Čísla jsou převedena do vnitřní formy a identifikátory jsou kontrolovány, zda nejsou klíčovým slovem.
```
int
 
read_ch
(
void
)
 
{

  
int
 
ch
 
=
 
fgetc
(
source
);

  
cur_col
++
;

  
if
 
(
ch
 
==
 
'\n'
)
 
{

    
cur_line
++
;

    
cur_col
 
=
 
0
;

  
}

  
return
 
ch
;

}

 

void
 
put_back
(
int
 
ch
)
 
{

  
ungetc
(
ch
,
 
source
);

  
cur_col
--
;

  
if
 
(
ch
 
==
 
'\n'
)
 
cur_line
--
;

}

 

Symbol
 
getsym
(
void
)
 
{

  
int
 
ch
;

 

  
while
 
((
ch
 
=
 
read_ch
())
 
!=
 
EOF
 
&&
 
ch
 
<=
 
' '
)

    
;

  
err_line
 
=
 
cur_line
;

  
err_col
  
=
 
cur_col
;

  
switch
 
(
ch
)
 
{

    
case
 
EOF
:
 
return
 
eof
;

    
case
 
'+'
:
 
return
 
plus
;

    
case
 
'-'
:
 
return
 
minus
;

    
case
 
'*'
:
 
return
 
times
;

    
case
 
'/'
:
 
return
 
slash
;

    
case
 
'='
:
 
return
 
eql
;

    
case
 
'('
:
 
return
 
lparen
;

    
case
 
')'
:
 
return
 
rparen
;

    
case
 
','
:
 
return
 
comma
;

    
case
 
';'
:
 
return
 
semicolon
;

    
case
 
'.'
:
 
return
 
period
;

    
case
 
':'
:

      
ch
 
=
 
read_ch
();

      
return
 
(
ch
 
==
 
'='
)
 
?
 
becomes
 
:
 
nul
;

    
case
 
'<'
:

      
ch
 
=
 
read_ch
();

      
if
 
(
ch
 
==
 
'>'
)
 
return
 
neq
;

      
if
 
(
ch
 
==
 
'='
)
 
return
 
leq
;

      
put_back
(
ch
);

      
return
 
lss
;

    
case
 
'>'
:

      
ch
 
=
 
read_ch
();

      
if
 
(
ch
 
==
 
'='
)
 
return
 
geq
;

      
put_back
(
ch
);

      
return
 
gtr
;

    
default
:

      
if
 
(
isdigit
(
ch
))
 
{

        
num
 
=
 
0
;

        
do
 
{
  
/* no checking for overflow! */

          
num
 
=
 
10
 
*
 
num
 
+
 
ch
 
-
 
'0'
;

          
ch
 
=
 
read_ch
();

        
}
 
while
 
(
 
ch
 
!=
 
EOF
 
&&
 
isdigit
(
ch
));

        
put_back
(
ch
);

        
return
 
number
;

      
}

      
if
 
(
isalpha
(
ch
))
 
{

        
Entry
 
*
entry
;

        
id_len
 
=
 
0
;

        
do
 
{

          
if
 
(
id_len
 
<
 
MAX_ID
)
 
{

            
id
[
id_len
]
 
=
 
(
char
)
ch
;

            
id_len
++
;

          
}

          
ch
 
=
 
read_ch
();

        
}
 
while
 
(
 
ch
 
!=
 
EOF
 
&&
 
isalnum
(
ch
));

        
id
[
id_len
]
 
=
 
'\0'
;

        
put_back
(
ch
);

        
entry
 
=
 
find_htab
(
keywords
,
 
id
);

        
return
 
entry
 
?
 
(
Symbol
)
get_htab_data
(
entry
)
 
:
 
ident
;

      
}

 

      
error
(
"getsym: invalid character '%c'"
,
 
ch
);

      
return
 
nul
;

  
}

}

 

int
 
init_scan
(
const
 
char
 
fn
[])
 
{

  
if
 
((
source
 
=
 
fopen
(
fn
,
 
"r"
))
 
==
 
NULL
)
 
return
 
0
;

  
cur_line
 
=
 
1
;

  
cur_col
 
=
 
0
;

  
keywords
 
=
 
create_htab
(
11
);

  
enter_htab
(
keywords
,
 
"begin"
,
 
beginsym
);

  
enter_htab
(
keywords
,
 
"call"
,
 
callsym
);

  
enter_htab
(
keywords
,
 
"const"
,
 
constsym
);

  
enter_htab
(
keywords
,
 
"do"
,
 
dosym
);

  
enter_htab
(
keywords
,
 
"end"
,
 
endsym
);

  
enter_htab
(
keywords
,
 
"if"
,
 
ifsym
);

  
enter_htab
(
keywords
,
 
"odd"
,
 
oddsym
);

  
enter_htab
(
keywords
,
 
"procedure"
,
 
procsym
);

  
enter_htab
(
keywords
,
 
"then"
,
 
thensym
);

  
enter_htab
(
keywords
,
 
"var"
,
 
varsym
);

  
enter_htab
(
keywords
,
 
"while"
,
 
whilesym
);

  
return
 
1
;

}

```

Nyní můžete porovnat kód, který byl vygenerovaný Flexem s ručně psaným kódem.
```
%
{

#include
 
"y.tab.h"

%
}

 

digit
 
[
0-9
]

letter
 
[
a
-
zA
-
Z
]

 

%%

"+"
 
{
 
return
 
PLUS
;
 
}

"-"
 
{
 
return
 
MINUS
;
 
}

"*"
 
{
 
return
 
TIMES
;
 
}

"/"
 
{
 
return
 
SLASH
;
 
}

"("
 
{
 
return
 
LPAREN
;
 
}

")"
 
{
 
return
 
RPAREN
;
 
}

";"
 
{
 
return
 
SEMICOLON
;
 
}

","
 
{
 
return
 
COMMA
;
 
}

"."
 
{
 
return
 
PERIOD
;
 
}

":="
 
{
 
return
 
BECOMES
;
 
}

"="
 
{
 
return
 
EQL
;
 
}

"<>"
 
{
 
return
 
NEQ
;
 
}

"<"
 
{
 
return
 
LSS
;
 
}

">"
 
{
 
return
 
GTR
;
 
}

"<="
 
{
 
return
 
LEQ
;
 
}

">="
 
{
 
return
 
GEQ
;
 
}

"begin"
 
{
 
return
 
BEGINSYM
;
 
}

"call"
 
{
 
return
 
CALLSYM
;
 
}

"const"
 
{
 
return
 
CONSTSYM
;
 
}

"do"
 
{
 
return
 
DOSYM
;
 
}

"end"
 
{
 
return
 
ENDSYM
;
 
}

"if"
 
{
 
return
 
IFSYM
;
 
}

"odd"
 
{
 
return
 
ODDSYM
;
 
}

"procedure"
 
{
 
return
 
PROCSYM
;
 
}

"then"
 
{
 
return
 
THENSYM
;
 
}

"var"
 
{
 
return
 
VARSYM
;
 
}

"while"
 
{
 
return
 
WHILESYM
;
 
}

{
letter
}({
letter
}
|
{
digit
})
*
 
{

                       
yylval
.
id
 
=
 
(
char
 
*
)
strdup
(
yytext
);

                       
return
 
IDENT
;
      
}

{
digit
}
+
 
{
 
yylval
.
num
 
=
 
atoi
(
yytext
);

                       
return
 
NUMBER
;
     
}

[
 
\
t
\
n
\
r
]
 
/* skip whitespace */

.
 
{
 
printf
(
"Unknown character [%c]
\n
"
,
yytext
[
0
]);

                       
return
 
UNKNOWN
;
    
}

%%

 

int
 
yywrap
(
void
){
return
 
1
;}

```

Přibližně 50 řádků kódu Flex versus 100 řádků ručně psaného kódu.

## Flex++
Flex++ je nástroj pro vytváření programu pro parsování jazyka. Tento program vytváří parser generátor. Toto je hlavní instance programu Flex.
Tyto programy fungují jako parséry znaků a tokenů pomocí použití deterministického konečného automatu. Tento stroj je podmnožinou Turingových strojů. Syntaxe je založená na použití regulárních výrazů.
Flex nabízí dva různé způsoby, jak generovat scannery. Primárně generuje kód jazyka C kompilovaný do C++ knihoven. Flex++, rozšíření Flexu, se používá pro generování C++ kódu a tříd. Flex++ třídy a kód vyžadují kompilátor pro vytvoření lexikálních programů a programů porovnávajících vzory. Flex, alternativní jazykový parser, zanedbává generovaní parsovacího scanneru v C kódu. C++ scanner generovaný pomocí Flex++ obsahuje hlavičkový soubor FlexLexer.h, který definuje rozhraní dvou C++ generovaných tříd.[zdroj?]